# Ad triangulum

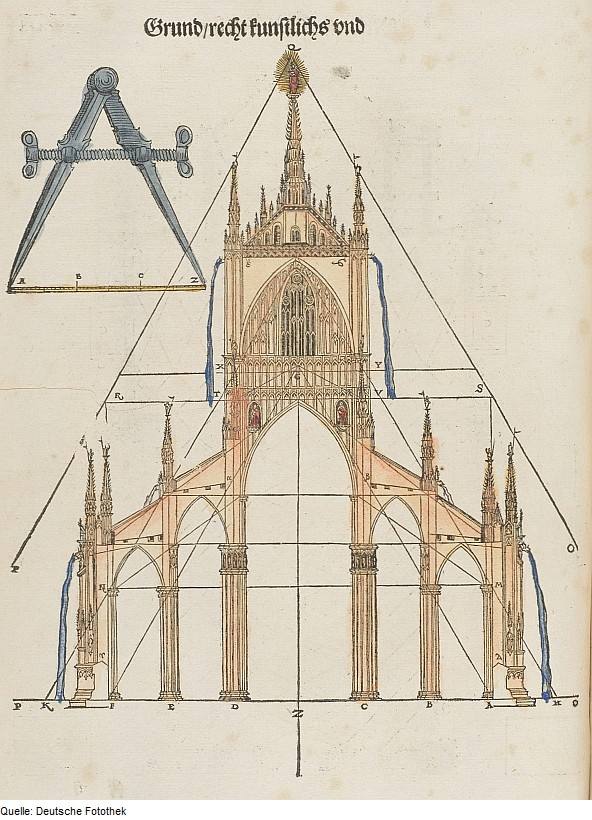
Un ejemplo constructivo ad triangulum es la catedral de Milán.

Proporciones existentes en un triángulo equilátero.

Ad Triangulum es un método constructivo que relaciona la geometría con la arquitectura en un sistema de proporciones, concretamente es empleado en el diseño arquitectónico de estilos clásicos como el gótico tardío y del renacimiento. Mientras que en el método "ad quadratum" la altura del edificio sería igual a su anchura, en el caso de aplicar el método "ad triángulum" la altura es inferior a la anchura del mismo. De esta forma la sección del edificio se inscribe en un triángulo, que en la mayoría de los casos pretende ser equilátero (la proporción {\displaystyle 1:2({\sqrt {3}})}). En la antigüedad la elección de la forma constructiva era objeto de debate entre expertos, y en muchas ocasiones se elegía una u otra por criterios poco científicos.

## Características
En el diseño constructivo mediante "ad triangulum" se procede fundamentalmente mediante triangulación. Empleando en su diseño y ubicación las relaciones métricas en el triángulo. Los triángulos más empleados eran el equilátero, el sagrado egipcio, el rectángulo y el pitagórico. En el triángulo más empleado en construcción, el equilátero, la relación proporcional entre uno de sus lados y la altura es de {\displaystyle {\sqrt {3}}}, que es un número irracional y por lo tanto, incómodo de manipular en la matemática medieval. 

## Usos
Se empleaba el método "ad triangulum" en el diseño de catedrales góticas en las que era una forma más intuitiva de poner contrafuertes al empuje de las bóvedas de crucería. El problema era manipular los múltiplos y sub-múltiplos de la raíz {\displaystyle {\sqrt {3}}}. Un ejemplo de catedral diseñada de esta forma es la Catedral de Milán que comenzó diseñándose como "ad quadratum" y durante su construcción se cambió el diseño a "ad triangulum" mediante consenso de catorce maestros arquitectos de la época. Otros ejemplos en España son la Catedral de Santa María de la Asunción de Barbastro en Huesca, la Catedral Nueva de Salamanca.